# Fürstenberger Oderbrücke
Fürstenberger Oderbrücke, polsky Ruiny mostu w Kłopocie nebo také německy Oderbrücke Fürstenberg–Kłopot a Kłopot Oderbrücke, jsou ruiny mostu a turistická atrakce u vesnice Kłopot ve gmině Cybinka v okrese Słubice v Lubušském vojvodství v západním Polsku. Nachází se také na pravém břehu řeky Odra u německo-polské státní hranice a v mezoregionu Dolina Środkowej Odry a v Lubušsku. Most původně spojoval Kłopot s městem Eisenhüttenstadt v Lužici v braniborském Německu.

## Historie a popis
Fürstenberger Oderbrücke byla symetrická železobetonová, ocelová a příhradová oblouková mostní konstrukce, která byla slavnostně otevřena dne 12. září 1919 v tehdejší německé Výmarské republice (Weimarer Republik). Centrální částí mostu byl velký ocelový příhradový oblouk. Délka mostu byla 600 m. Ke konci druhé světové války, během Viselsko-oderské operace, byl most dne 4. února 1945 německou armádou (Wehrmacht) vyhozen do povětří. To se stalo při ústupu Wehrmachtu, z důvodů aby nepadl do rukou Rudé armády. První pokus o vyhození mostu byl neúspěšný a při druhém úspěšném pokusu zahynul německý voják Justus Jürgensen, který ho odpálil nálož výbuchem ručního granátu. Následujícího dne Rudá armáda přesto překročila zamrzlou Odru severně a jižně od mostu.

### Po druhé světové válce
Po druhé světové válce už most nebyl obnoven. Německá část mostu byla odstraněna a zůstaly jen stopy po pilířích, ale na polské straně zustaly ruiny oblouků a mostovky mostu. V průběhu času se jeden oblouk zřídil a ostatní oblouky se staly turistickou atrakcí a je plánována jejich památková ochrana.

## Další informace
Most se nachází u cyklistické stezky Slak Zielona Odra.

## Galerie

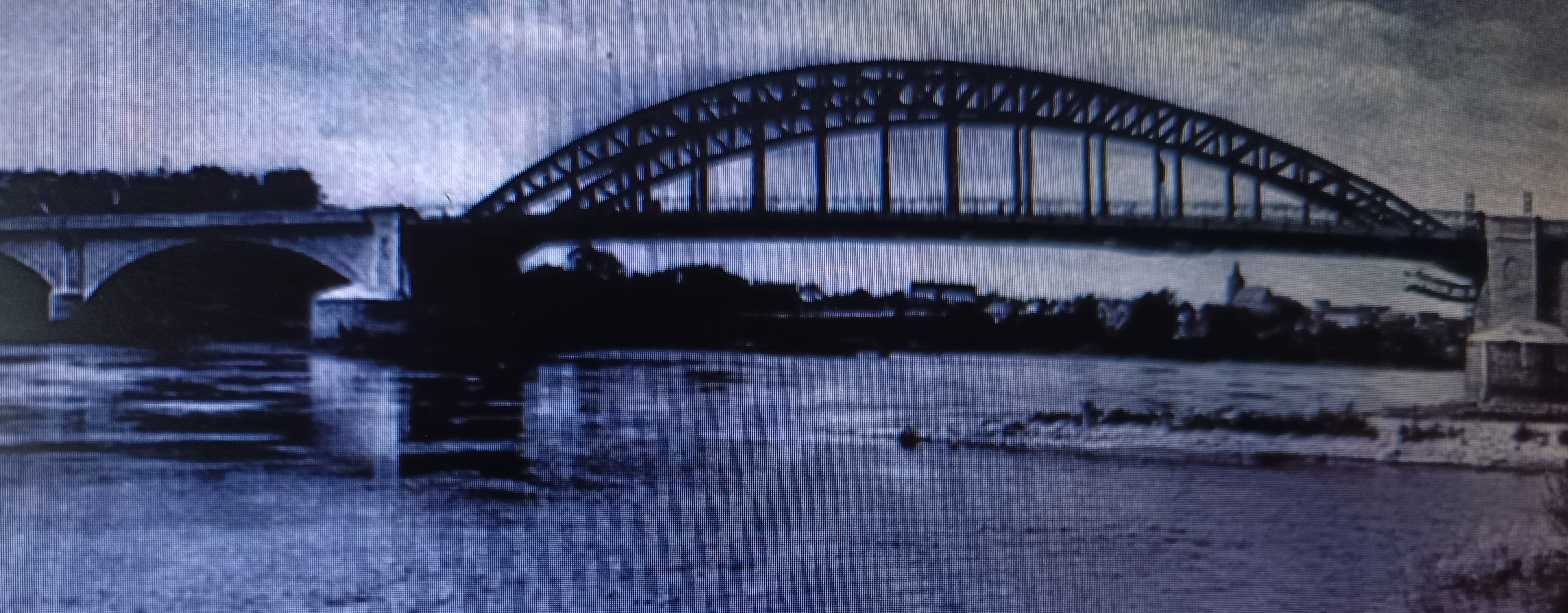
Historická fotografie
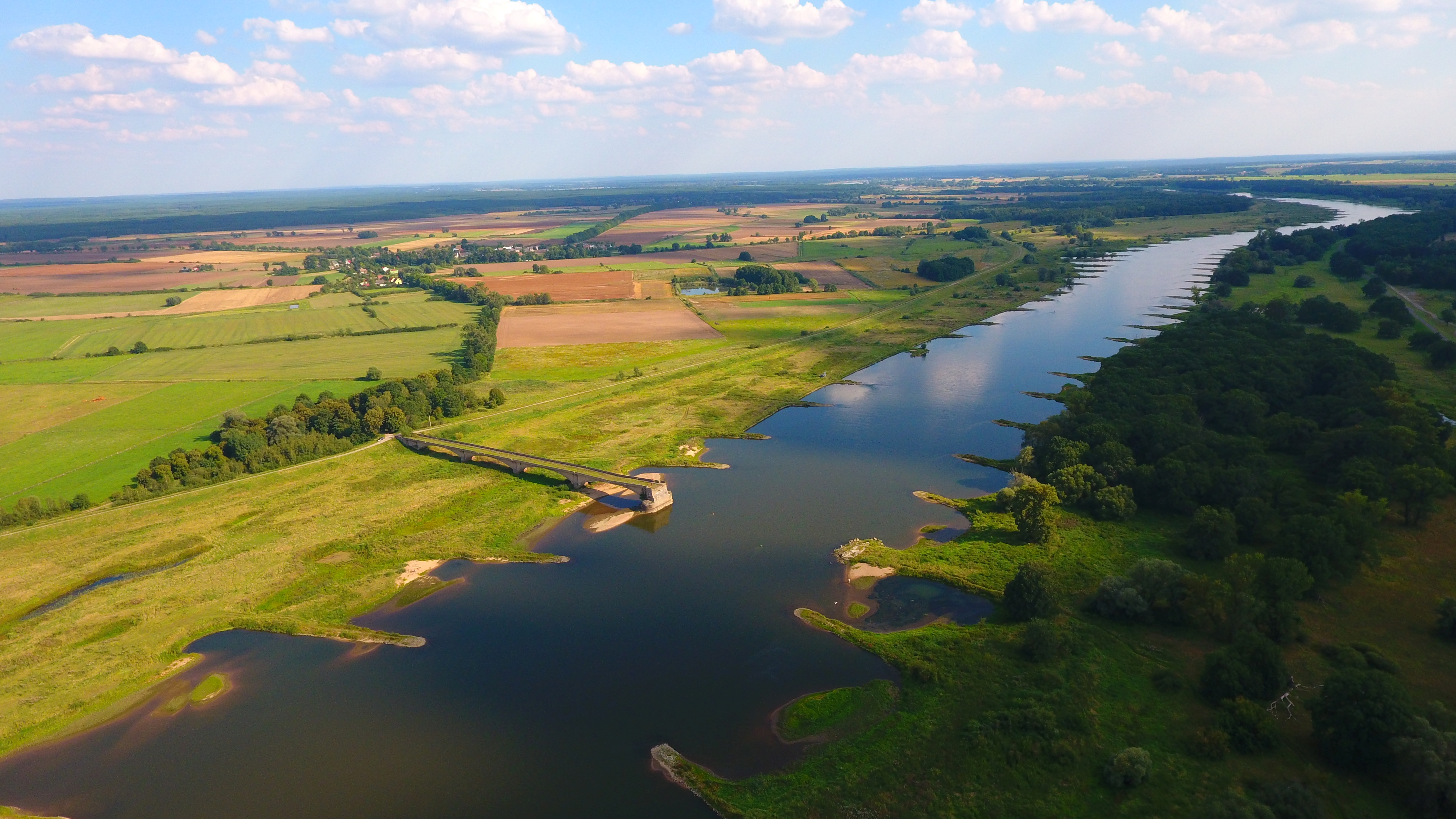
Letecký pohled
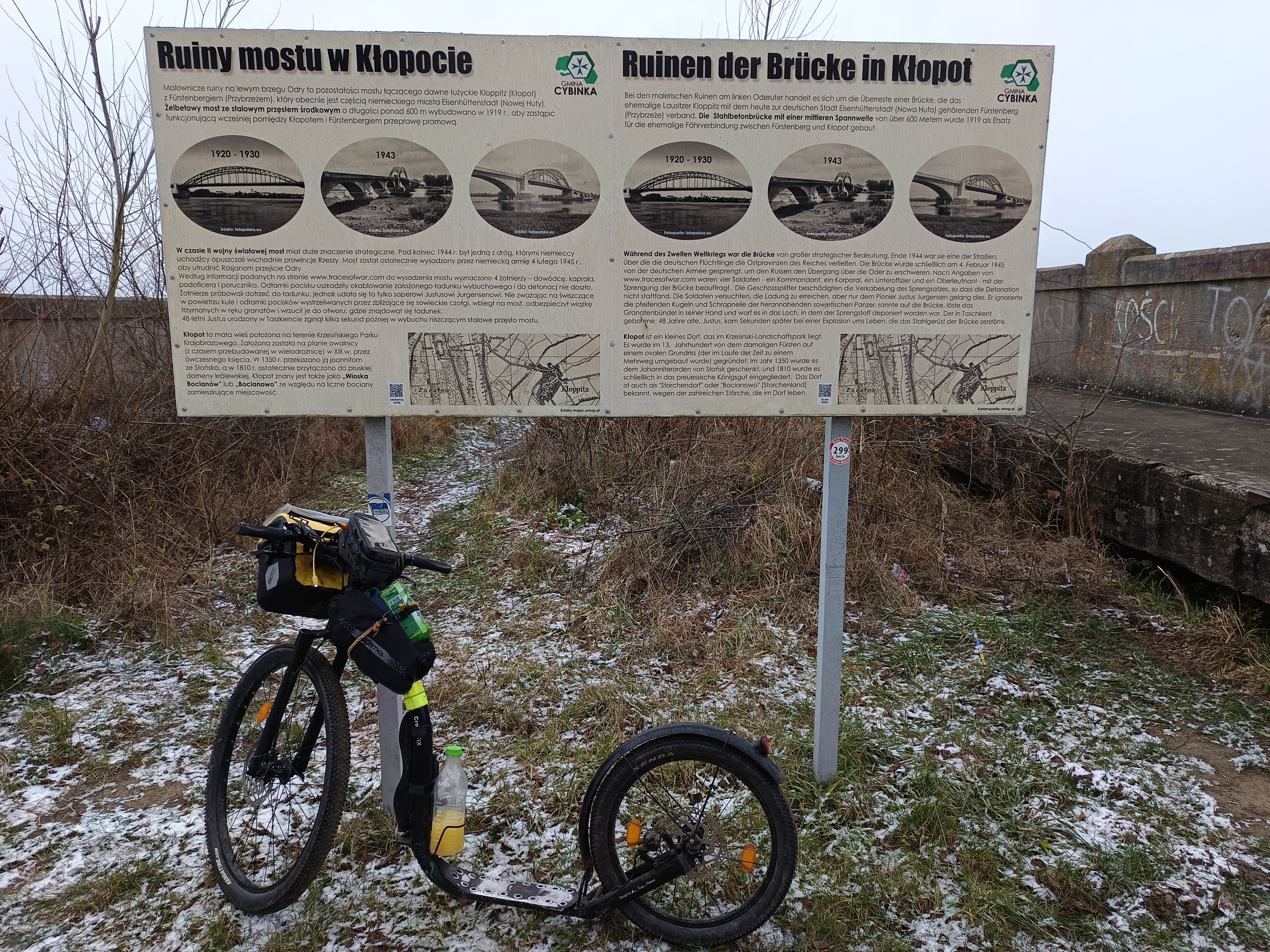
Informační panely u mostu
Pohled ze břehu
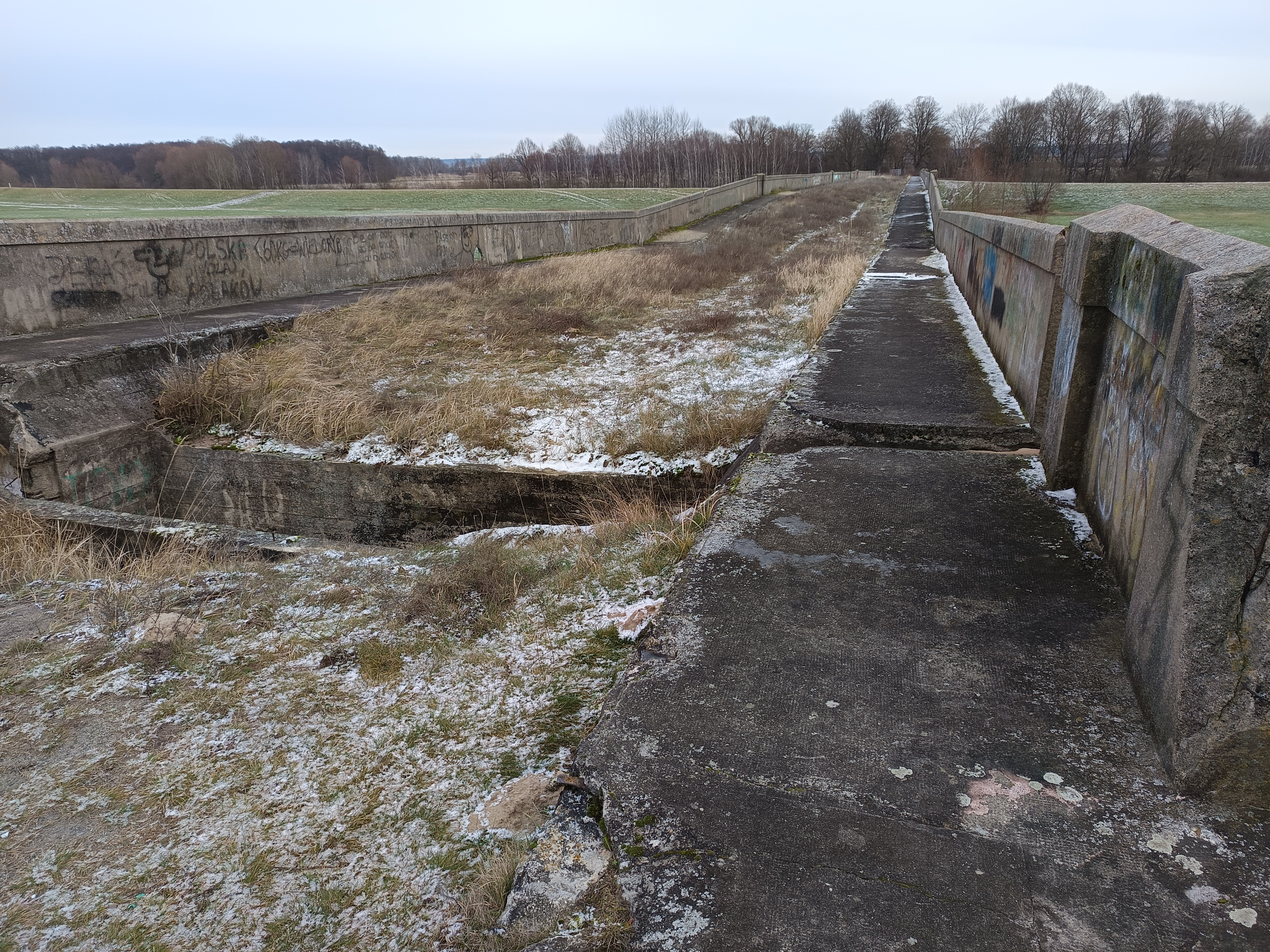
Poškození mostovky
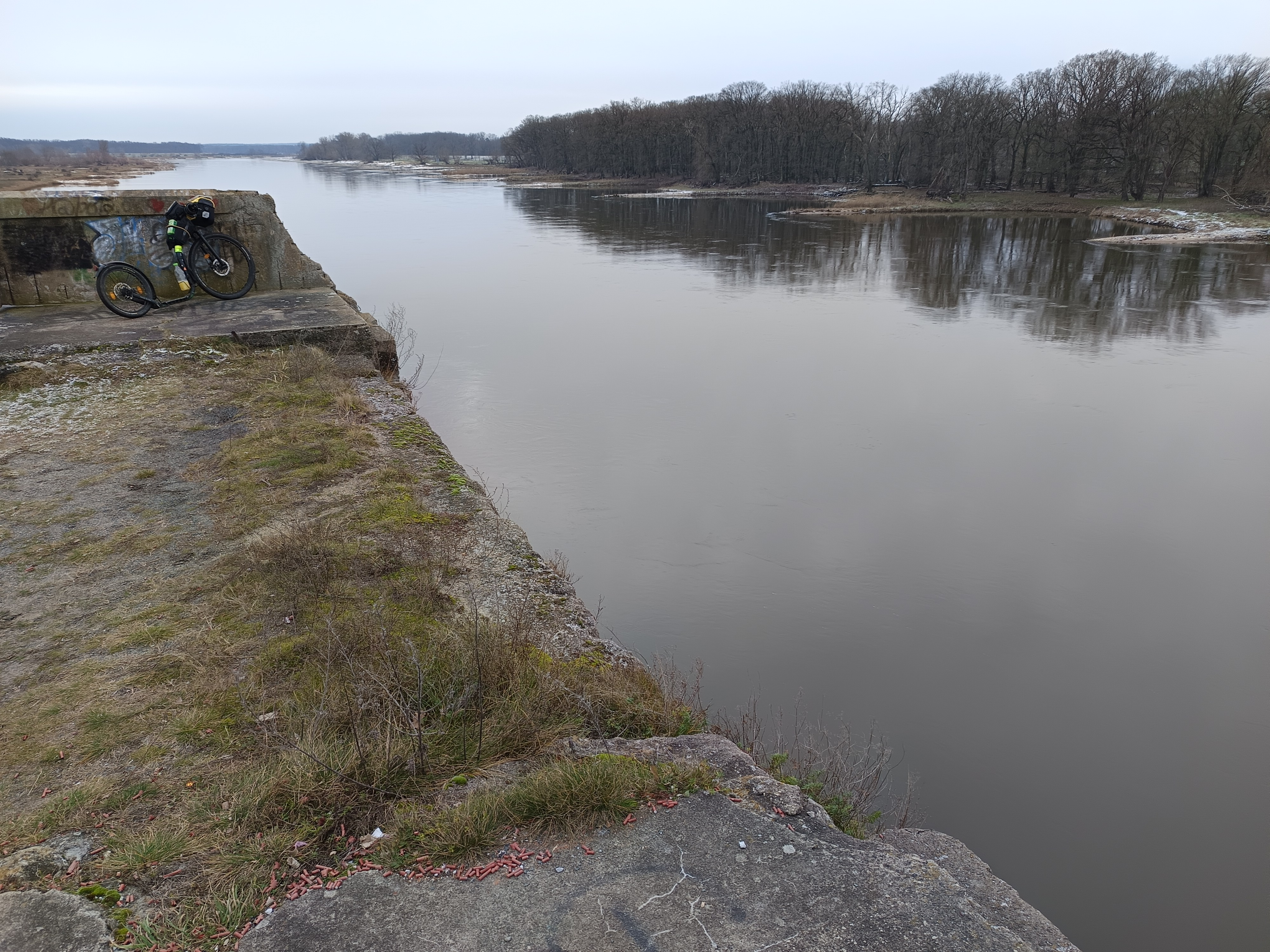
Vyhlídka jižním směrem
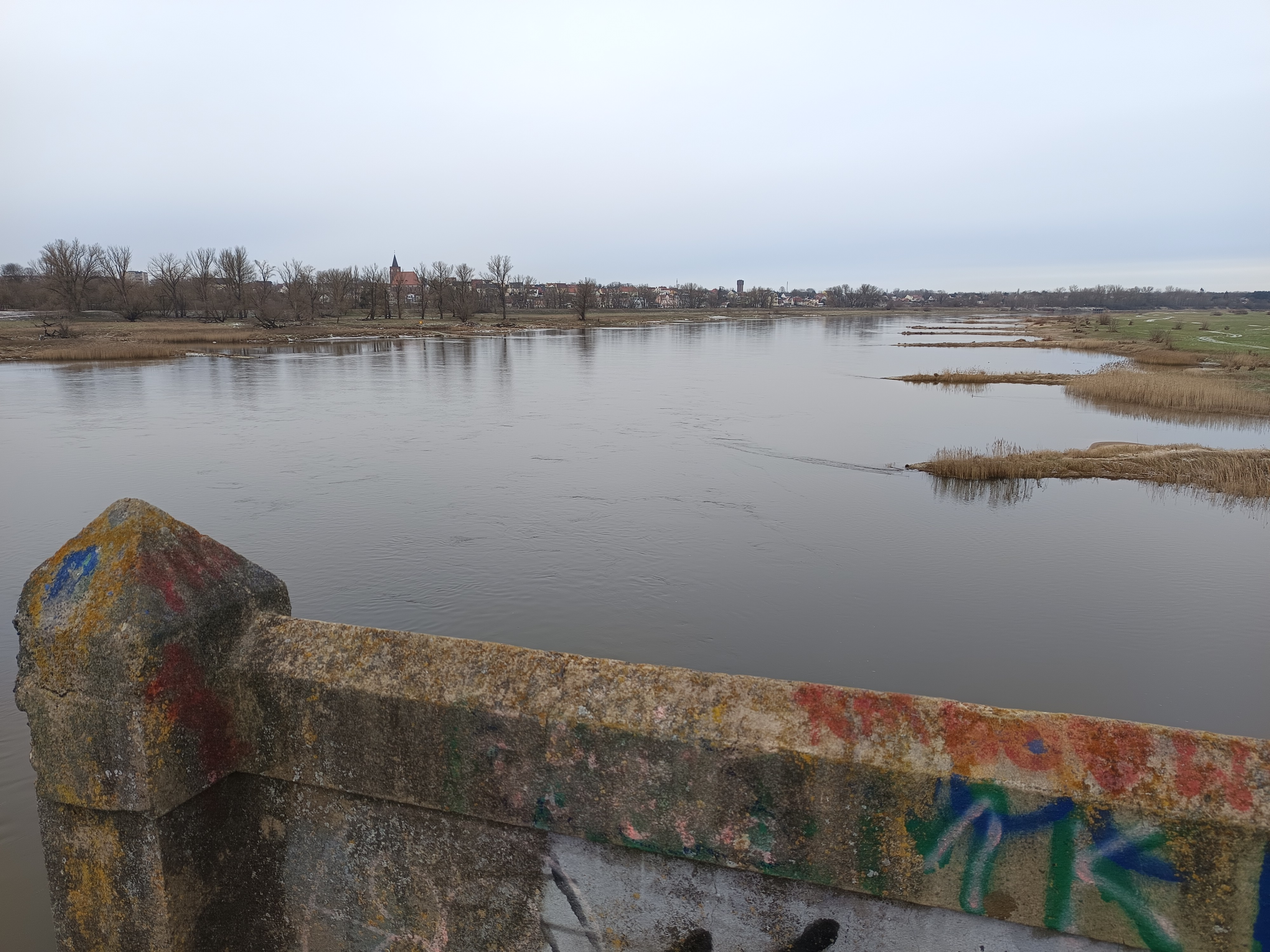
Vyhlídka severním směrem